# Gratitudine

Bandiera americana con su scritto "merci" (la parola francese per "grazie") piantata davanti a una croce nel Cimitero e monumento alla memoria americano in Normandia

Gratitudine, dalla parola latina gratus "piacevole, grato", o riconoscenza, è un sentimento di apprezzamento provato da e/o una simile risposta positiva mostrata dal destinatario di gentilezze, regali, aiuto, favori o altri tipi di generosità, verso chi fa tali doni.
L'esperienza della gratitudine è stata storicamente al centro di diverse religioni del mondo. È stato anche un argomento di interesse per i filosofi antichi, medievali e moderni e continua a far dibattere i filosofi contemporanei.
Secondo Cicerone, "La gratitudine non è solo la più grande delle virtù, ma il genitore di tutte le altre". Numerosi studi hanno dimostrato la correlazione tra gratitudine e benessere aumentato non solo per l'individuo ma per tutte le persone coinvolte. Il movimento della psicologia positiva ha abbracciato questi studi e, nel tentativo di aumentare il benessere generale, ha iniziato a fare uno sforzo per incorporare esercizi per aumentare la gratitudine nel movimento. Sebbene in passato la gratitudine sia stata trascurata dalla psicologia, negli ultimi anni sono stati fatti molti progressi nello studio della gratitudine e dei suoi effetti positivi.
Lo studio sistematico della gratitudine all'interno della psicologia è iniziato solo intorno agli anni 2000, probabilmente perché la psicologia tradizionalmente si concentrava più sulla comprensione dell'angoscia che sulla comprensione delle emozioni positive. Lo studio della gratitudine all'interno della psicologia ha incluso la comprensione dell'esperienza a breve termine dell'emozione della gratitudine (stato di gratitudine), le differenze individuali nella frequenza con cui le persone provano gratitudine (tratto della gratitudine) e la relazione tra questi due aspetti, nonché i benefici terapeutici della gratitudine.

## Confronto con il senso del debito
La gratitudine non è la stessa cosa con il sentimento del "debito". Mentre entrambe le emozioni si verificano a seguito di un aiuto, l'indebitamento si verifica quando una persona percepisce di avere l'obbligo di ripagare l'aiuto. Le due emozioni portano ad azioni diverse; l'indebitamento può motivare il beneficiario dell'aiuto a evitare la persona che l'ha aiutato, mentre la gratitudine può motivare il ricevente a cercare il proprio benefattore e a migliorare la sua relazione con esso.

## Psicologia

### Differenze individuali
Gran parte del recente lavoro di ricerca psicologica sulla gratitudine si è concentrato sulla natura della differenza individuale nella gratitudine e sulle conseguenze dell'essere una persona più o meno riconoscente. Sono state sviluppate tre scale per misurare le differenze individuali nella gratitudine, ognuna delle quali valuta concezioni alquanto diverse. La GQ6 misura le differenze individuali nella frequenza e intensità con cui le persone provano gratitudine. La Appreciation Scale misura otto diversi aspetti della gratitudine: apprezzamento delle persone, dei possedimenti, del momento presente, rituali, sentimento di timore reverenziale, confronti sociali, preoccupazioni esistenziali e comportamento che esprime gratitudine. La GRAT valuta la gratitudine verso le altre persone, la gratitudine per il mondo in generale e la mancanza di risentimento per ciò che non si ha. Uno studio recente ha dimostrato che tutte queste scale misurano in realtà lo stesso modo di approcciarsi alla vita; ciò suggerisce che le differenze individuali nella gratitudine includono tutti questi componenti. 

### Come motivatore del comportamento
La gratitudine può anche servire a rafforzare il futuro comportamento prosociale nei benefattori. Ad esempio, un esperimento ha scoperto che i clienti di una gioielleria che sono stati chiamati e ringraziati hanno mostrato un successivo aumento del 70% degli acquisti. In confronto, i clienti che sono stati chiamati e informati di una vendita hanno mostrato solo un aumento degli acquisti del 30% e i clienti che non sono stati chiamati affatto non hanno mostrato alcun aumento. In un altro studio, i clienti abituali di un ristorante hanno dato mance più consistenti quando i camerieri hanno scritto "Grazie" sui loro scontrini.

### Associazione con il benessere
Un ampio corpus di lavori all'inizio del XXI secolo ha suggerito che le persone più riconoscenti hanno livelli più elevati di benessere soggettivo. Le persone riconoscenti sono più felici, meno depresse, meno stressate e più soddisfatte delle loro vite e relazioni sociali. In particolare, in termini di depressione, la gratitudine può servire da cuscinetto migliorando la codifica e la reperibilità delle esperienze positive. Persone riconoscenti hanno anche livelli più alti nel controllo dei loro ambienti, nella crescita personale, nello scopo nella vita e nell'accettazione di sé. Le persone riconoscenti hanno strategie più positive per affrontare le difficoltà che incontrano nella vita, essendo più propense a cercare supporto da altre persone, reinterpretare e crescere dalle esperienze e passare più tempo a pianificare come affrontare il problema. Le persone riconoscenti hanno anche strategie di coping meno negative, essendo meno propense a cercare di evitare il problema, negare l'esistenza di un problema, incolpare se stesse o rifugiarsi nell'uso di sostanze. Le persone riconoscenti dormono meglio, e questo sembra dipendere dal fatto che pensano pensieri meno negativi e più positivi prima di addormentarsi. Numerosi studi suggeriscono che le persone riconoscenti hanno maggiori probabilità di avere livelli più alti di felicità e livelli più bassi di stress e depressione. Inoltre, la gratitudine di una persona può proteggere la soddisfazione relazionale del proprio partner.
Mentre molte emozioni e tratti della personalità sono importanti per il benessere e la salute mentale, ci sono prove che la gratitudine può essere importante in modo particolare. In primo luogo, uno studio longitudinale ha dimostrato che le persone più riconoscenti hanno affrontato meglio un cambiamento di vita. In particolare, le persone che erano più riconoscenti prima della transizione erano meno stressate, meno depresse e più soddisfatte delle loro relazioni tre mesi dopo. In secondo luogo, due recenti studi hanno suggerito che la gratitudine può avere una relazione unica con il benessere e può spiegare aspetti del benessere che altri tratti della personalità non possono. Entrambi gli studi hanno dimostrato che la gratitudine è stata in grado di spiegare più benessere rispetto ai Big Five e ai 30 tratti della personalità più studiati.
La gratitudine ha anche dimostrato di favorire la salute fisica. Ad esempio, in uno studio, se gli adolescenti hanno scritto lettere di gratitudine ad altre persone per un mese, erano più propensi a mangiare cibo più sano. Probabilmente, quando le persone si sentono riconoscenti, sentono l'obbligo di ricambiare gli sforzi degli altri individui. Pertanto, piuttosto che indulgere e sacrificare la propria salute - un comportamento che respingerebbe gli sforzi che altri individui hanno investito in essi - potrebbero sentirsi obbligati a vivere una vita più sana. In alternativa, la gratitudine tende a suscitare emozioni positive e queste emozioni positive tendono a distogliere l'attenzione da possibilità favorevoli nel futuro. Gli individui diventano più inclini a impegnarsi in comportamenti che potrebbero giovare a questo futuro, come un'alimentazione sana.

### Rapporto con l'altruismo
La gratitudine ha anche dimostrato di migliorare le tendenze altruistiche di una persona. Uno studio condotto da David DeSteno e Monica Bartlett (2010) ha scoperto che la gratitudine è correlata alla generosità economica. In questo studio, usando un gioco economico, è stata dimostrato un legame diretto tra maggiore gratitudine e maggiore donazione monetaria. Da questi risultati, questo studio mostra che le persone riconoscenti hanno maggiori probabilità di sacrificare i guadagni individuali per un profitto comune (DeSteno e Bartlett, 2010). Uno studio condotto da McCullough, Emmons e Tsang, (2002) ha trovato correlazioni simili tra gratitudine ed empatia, generosità e disponibilità verso la creazione di una reciprocità sociale anche con estranei che sono vantaggiosi per gli individui nel breve e nel medio termine.

### Interventi psicologici
Dato che la gratitudine sembra essere un fattore determinante per il benessere delle persone, sono stati sviluppati diversi interventi psicologici per aumentare il senso di gratitudine. Ad esempio, Watkins e colleghi hanno fatto sperimentare ai partecipanti una serie di diversi esercizi di gratitudine, come pensare a una persona vivente per la quale sono grati, scrivere qualcosa su qualcuno a cui sono grati e scrivere una lettera da consegnare a qualcuno per cui sono grati. Ai partecipanti del gruppo di controllo è stato chiesto di descrivere il proprio soggiorno. I partecipanti che si sono impegnati in un esercizio di gratitudine hanno mostrato un aumento delle loro esperienze di emozioni positive immediatamente dopo l'esercizio, e questo effetto è stato più forte per i partecipanti a cui è stato chiesto di pensare a una persona per la quale sono grati. I partecipanti che avevano personalità riconoscenti a priori hanno mostrato il massimo beneficio da questi esercizi di gratitudine. In un altro studio sulla gratitudine, i partecipanti sono stati assegnati in modo casuale a una delle sei condizioni di intervento terapeutico progettate per migliorare la qualità della vita complessiva dei partecipanti (Seligman et al., 2005). Al di fuori di queste condizioni, si è riscontrato che i maggiori effetti a breve termine derivavano da una "visita di gratitudine" in cui i partecipanti hanno scritto e consegnato una lettera di gratitudine a qualcuno nella loro vita. Questa condizione ha mostrato un aumento dei punteggi della felicità del 10 percento e una significativa riduzione dei punteggi della depressione, risultati che sono durati fino a un mese dopo la visita. Delle sei condizioni, gli effetti più duraturi sono stati associati all'atto di scrivere "diari di gratitudine" in cui ai partecipanti è stato chiesto di scrivere tre cose per le quali erano grati ogni giorno. Anche i punteggi di felicità di questi partecipanti aumentavano e continuavano ad aumentare ogni volta che venivano testati periodicamente dopo l'esperimento. In effetti, i maggiori benefici si sono di solito riscontrati circa sei mesi dopo l'inizio del trattamento. Questo esercizio ha avuto un tale successo che sebbene ai partecipanti sia stato chiesto di continuare il diario solo per una settimana, molti partecipanti hanno continuato a tenere il diario per molto tempo dopo la fine dello studio. Risultati simili sono stati trovati da studi condotti da Emmons e McCullough (2003) e Lyubomirsky et. tutti. (2005).
Di recente (2013), il Greater Good Science Center dell'Università della California (Berkeley), ha offerto premi per progetti di ricerca per il progresso della scienza e della pratica della gratitudine.

## Politica
Un recente studio di Diego Lazzarich opera una ricostruzione del modo in cui la gratitudine è stata teorizzata nella storia del pensiero politico occidentale dall'età classica al Medioevo. Qui emerge come nel mondo greco, Platone, Senofonte e Aristotele ritenessero la gratitudine una virtù sacra fondamentale per la tenuta dell'ordine sociale aristocratico, nonché indispensabile per garantire una sana cittadinanza. Analogamente, nella storiografia greca si utilizzava la gratitudine come una categoria per spiegare la storia politica greca interna e internazionale.
Nel mondo romano, Cicerone riteneva la gratitudine un dovere indispensabile per tenere viva la repubblica in declino. Anche Seneca attribuiva alla gratitudine un valore centrale per la tenuta dell'ordine socio-politico romano, ma in quest'ultimo caso, la gratitudine cela un interesse dell'autore a proteggere i rapporti di potere tra patroni e clienti su cui si strutturava la società romana imperiale.

## Religioni
Il legame tra spiritualità e gratitudine è recentemente diventato un popolare argomento di studio. Sebbene queste due caratteristiche non siano certamente dipendenti l'una dall'altra, gli studi hanno dimostrato che la spiritualità è in grado di migliorare la capacità di una persona di essere grata e quindi, coloro che frequentano regolarmente funzioni religiose o si impegnano in attività religiose hanno maggiori probabilità di provare un maggiore senso di gratitudine in tutti gli ambiti della vita. La gratitudine è vista come una propensione umana preziosa nelle tradizioni cristiana, buddista, musulmana, ebraica, baha'i e indù. L'adorazione con gratitudine di Dio è un tema comune in tali religioni e pertanto il concetto di gratitudine permea testi religiosi, insegnamenti e tradizioni. Per questo motivo, è una delle emozioni più comuni che le religioni mirano a provocare e mantenere nei seguaci ed è considerata un sentimento religioso universale.

### Ebraismo
Nell'ebraismo, la gratitudine è una parte essenziale dell'atto di adorazione e una parte di ogni aspetto della vita di un fedele. Secondo la visione ebraica del mondo, tutte le cose provengono da Dio e per questo motivo, la gratitudine è estremamente importante per i seguaci dell'ebraismo. Le Scritture ebraiche sono piene del concetto di gratitudine. Due esempi inclusi nei salmi sono "O Signore mio Dio, ti renderò grazie per sempre" e "Renderò grazie a Dio con tutto il cuore" (Sal 30:12; Sal 9:1). Le preghiere ebraiche spesso incorporano anche gratitudine a partire dallo Shema, dove il fedele afferma che per gratitudine "Amerai l'Eterno, il tuo Dio, con tutto il tuo cuore, con tutta la tua anima e con tutte le tue forze" (Deut. 6:5). Una delle benedizioni cruciali nella fondamentale preghiera da recitare tre volte al giorno, l' "Amidah", si chiama "Modim" - "Ti ringraziamo"; questa è anche l'unica benedizione che viene recitata dalla congregazione insieme al capo religioso durante la loro ripetizione dell'Amidah. La preghiera conclusiva, Alenu, parla anche di gratitudine ringraziando Dio per il particolare destino del popolo ebraico. Insieme a queste preghiere, i fedeli fedeli recitano più di cento benedizioni chiamate berachot durante il giorno. Nell'ebraismo c'è anche una grande enfasi sulla gratitudine per gli atti di bontà e bontà umana.

### Cristianesimo

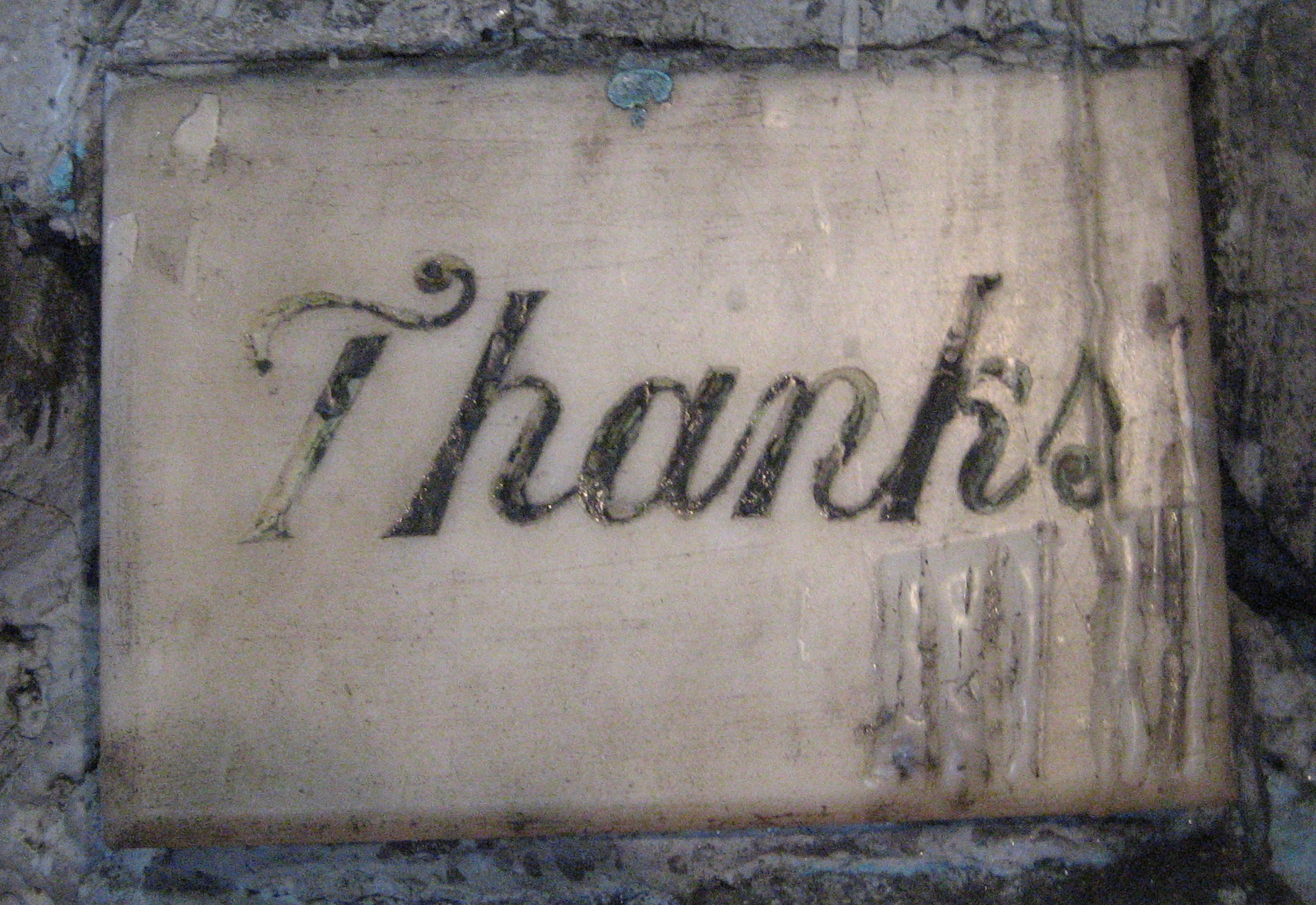
New Orleans : Il messaggio "Grazie" nella grotta della chiesa di Nostra Signora di Guadalupe; aggiunto da coloro ai quali furono concessi preghiere o miracoli

È stato detto che la gratitudine modella l'intera vita cristiana. Martin Lutero si riferiva alla gratitudine come "l'atteggiamento cristiano di base" e oggi viene ancora definito "il cuore del Vangelo". I cristiani sono fortemente incoraggiati a lodare e dare gratitudine al loro creatore. Nella gratitudine cristiana, Dio è visto come il donatore altruistico di tutte le cose buone e per questo c'è un profondo senso di gratitudine che consente ai cristiani di condividere un legame comune, modellando tutti gli aspetti della vita di un seguace. La gratitudine nel cristianesimo è un riconoscimento della generosità di Dio che ispira i cristiani a modellare i propri pensieri e azioni attorno a tali ideali. Invece di un semplice sentimento, la gratitudine cristiana è considerata una virtù che modella non solo le emozioni e i pensieri, ma anche le azioni. Jonathan Edwards scrive nel suo Trattato sulle affezioni religiose che la gratitudine verso Dio è tra i segni della vera religione. A causa di questa interpretazione, le moderne misure di spiritualità religiosa includono valutazioni di riconoscenza e gratitudine verso Dio. Allport (1950) suggerì che le intenzioni religiose mature derivano da sentimenti di profonda gratitudine ed Edwards (1746/1959) affermò che "l'affetto" della gratitudine è uno dei modi più accurati per trovare la presenza di Dio nella vita di una persona. In uno studio condotto da Samuels e Lester (1985) si sosteneva che in un piccolo campione di suore e sacerdoti cattolici, su 50 emozioni, l'amore e la gratitudine erano l'emozione più vissuta verso Dio.
Nelle chiese ortodosse, cattoliche, luterane e anglicane, il rito più importante è chiamato Eucaristia, il cui nome deriva dalla parola greca "eucaristia" che sta per "ringraziamento".

### Islam
Il testo sacro islamico, Il Corano, è intriso del concetto di gratitudine. L'Islam incoraggia i suoi seguaci ad essere grati ed esprimere grazie a Dio in ogni circostanza. L'insegnamento islamico sottolinea l'idea che coloro che sono riconoscenti saranno ricompensati con qualcosa in più. Un detto islamico tradizionale afferma che "I primi che saranno chiamati in paradiso sono quelli che hanno lodato Dio in ogni circostanza". Nel Corano, nella Sura 14 si afferma anche che a coloro che sono grati Dio darà di più. Molte pratiche della fede islamica incoraggiano anche la gratitudine. Il pilastro dell'Islam che chiede la preghiera quotidiana incoraggia i credenti a pregare Dio cinque volte al giorno per ringraziarlo della sua bontà. Il pilastro del digiuno durante il mese di Ramadan ha lo scopo di mettere il credente in uno stato di gratitudine.